# Анастасьевский сельский совет (Роменский район)
Анастасьевский сельский совет (укр. Анастасівська сільська рада) — упразднённая административная единица в составе
Роменского района
Сумской области
Украины.
Административный центр сельского совета находился в 
с. Анастасьевка
.

## Населённые пункты совета
- с. Анастасьевка
- с. Закубанка
- с. Новопетровка
- с. Поповщина
- с. Саханское
- с. Световщина
- с. Акимовичи